# Toivo Haapanen
Toivo Haapanen   (Karvia, 15 de maig de 1889 - Asikkala, 22 de juliol de 1950) va ser un director d'orquestra i professor de música finlandès.

## Biografia
Després d'estudiar la bàsica, Toivo Haapanen va estudiar violí i teoria musical a l'Orquestra Filharmònica de Hèlsinki el 1907–1911. Es va llicenciar en filosofia a la Universitat de Hèlsinki el 1918 i es va doctorar el 1925. Haapanen va ser el director titular de la Radio Symphony Orchestra del 1929 al 1950 i també va ser el director musical de YLE fins al 1946. A més, va ser docent a la Universitat de Hèlsinki i posteriorment professor addicional del 1946 al 1950. Durant el temps de Haapanen, l'Orquestra Simfònica de la Ràdio va adquirir gairebé les proporcions actuals i les activitats musicals de la ràdio es van establir durant el seu mandat com a director musical. Com a director d'orquestra, va promoure l'aparició de la música finlandesa.
Toivo Haapanen va visitar els països nòrdics i bàltics, així com Alemanya, Polònia, Hongria i Itàlia com a director d'orquestra. Va compilar el programa de les seves gires de concerts principalment a partir de la nova música finlandesa. Toivo Haapanen va estudiar fragments litúrgics medievals a Finlàndia del 1050 al 1522, més de quatre mil fulls de pergamí, que es guarden a la biblioteca de la Universitat de Hèlsinki. Toivo Haapanen també va escriure una obra completa sobre la història de la música finlandesa, la música finlandesa 1940. Va treballar com a revisor musical per Iltalehti del 1919 al 1929.
Haapanen va ser el president de l'Associació Finlandesa de Compositors el 1936–1940 i el president del Consell Estatal de Música el 1943–1950. Haapanen va ser membre del consell editorial del "Music Nonfiction Book" el 1948.
La germana de Toivo Haapanen era l'autora Tyyni Tuulio i el fill Tuomas Haapanen.

## Obres
- Der Neumfragmente der Universitäts-Bibliothek Helsingfors. (Dissertació.) Hèlsinki: Universitat de Hèlsinki 1924.
- Teories de la poesia finlandesa al segle XIX. Hèlsinki: Societat de literatura finlandesa 1926.
- Música finlandesa. Hèlsinki: Ottawa 1940.
- Ed. No ficció musical. Hèlsinki: Ottawa, 1948.